# Rukia ruki
El anteojitos de la Truk (Rukia ruki) es una especie de ave paseriforme de la familia Zosteropidae endémica de Micronesia.

## Distribución y hábitat
Es endémica del monte Winipot en la isla Tol, perteneciente al grupo de islas Faichuk del estado de Chuuk, en los Estados Federados de Micronesia. Su hábitat es de bosque montano, dominado por la planta endémica Semecarpus kraemeri, de la cual depende para sobrevivir. Actualmente es una especie en riesgo debido a que habita una zona muy pequeña, y al desdén de los nativos hacia el mencionado Semecarpus kraemeri.